# Chamagnieu
Chamagnieu é uma comuna francesa na região administrativa de Auvérnia-Ródano-Alpes, no departamento de Isère. Estende-se por uma área de 13,7 km². Em 2010 a comuna tinha 1 735 habitantes (densidade: 126,6 hab./km²).